# اولیت
اولیت (به اسپانیایی: Olite) یک منطقهٔ مسکونی در اسپانیا است که در نابارا واقع شده‌است. اولیت ۸۳٫۲۰ کیلومتر مربع مساحت دارد ۳۸۸ متر بالاتر از سطح دریا واقع شده‌است.